# クララ・データベース
クララ・データベース（英語: Clara database）は、米国の国立女性美術館によって運営されているデータベース。様々な時期と国籍の女性芸術家1万8千人の伝記情報を保存しており、情報源は主に美術館のアーカイブであるが、データに含まれる肖像画などは美術館とつながりをもっている図書館から取得したものである。クララ・データベースは2008年から2012年までの間に更新され、以後、同美術館の公式サイトに統合されている。
データベースの名前は女性画家クララ・ペーテルスに由来しているが、これは国立女性芸術美術館の創始者ウィルヘルミナ・ホラデイが購入したクララ・ペーテルスの作品2点が美術館初の所蔵品となったためだった。